# Parafia św. Jadwigi Śląskiej w Żelaznej
Parafia św. Jadwigi Śląskiej – rzymskokatolicka parafia w miejscowości Żelazna (powiat brzeski, województwo opolskie).
Parafia należy do dekanatu Grodków w diecezji opolskiej.

## Historia parafii
Parafia w Żelaznej istnieje od czasów średniowiecznych. Obecny kościół parafialny pochodzi z 1781 roku. Parafię obsługuje ksiądz diecezjalny. Proboszczem parafii jest ks. Marek Zygmunt Krzewicki.

## Liczebność i zasięg parafii
Parafię zamieszkuje 800 mieszkańców, zasięgiem duszpasterskim obejmuje ona miejscowości:
- Żelazna,
- Głębocko,
- Osiek Grodkowski.

### Szkoły i przedszkola
- Publiczne Przedszkole w Żelaznej,
- Publiczna Szkoła Podstawowa w Żelaznej.
- Publiczna Szkoła Podstawowa w Głębocku.

## Inne kościoły i kaplice
- Kościół Wniebowzięcia Najświętszej Maryi Panny w Osieku Grodkowskim.

## Duszpasterze

### Proboszczowie po 1945 roku
- ks. Stefan Kumor,
- ks. Jerzy Śliwka,
- ks. Helmut Kraik,
- ks. Hubert Skomudek,
- ks. Henryk Wollny,
- ks. Krystian Glomb,
- ks. Gerard Fuhl,
- ks. Marcin Michalski,
- ks. Karol Złoty,
- ks. Arkadiusz Nogielski,
- ks. Adrian Muszalik.
- ks. Marek Zygmunt Krzewicki[4]